# Sharron Davies
Sharron Davies, född 1 november 1962 i Plymouth i Devon, är en brittisk före detta simmare.
Davies blev olympisk silvermedaljör på 400 meter medley vid sommarspelen 1980 i Moskva.